# Vordermann-Gleithörnchen
Das Vordermann-Gleithörnchen (Petinomys vordermanni) ist ein Art aus der Gattung der Zwerggleithörnchen (Petinomys). Es kommt in isolierten Bereichen des südostasiatischen Festlands in Myanmar und der Halbinsel Malaysia sowie auf den Inseln Sumatra und dem nördlichen Borneo vor.

## Merkmale
Das Vordermann-Gleithörnchen erreicht eine Kopf-Rumpf-Länge von etwa 10 bis 12 Zentimetern sowie eine Schwanzlänge von etwa 9 bis 11 Zentimetern. Das Gewicht liegt bei etwa 35 bis 40 Gramm. Es ist damit eines der kleinsten Gleithörnchenarten. Die Rückenfärbung ist braun, ein in Malaysia gefangenes Exemplar hatte weiße Flecken auf dem Rücken. Die Augen sind deutlich auf der Vorderseite des Kopfes, um eine dreidimensionale Sicht zu ermöglichen.
Wie alle Zwerggleithörnchen hat es eine behaarte Gleithaut, die Hand- und Fußgelenke miteinander verbindet und durch eine Hautfalte zwischen den Hinterbeinen und dem Schwanzansatz vergrößert wird. Die Gleithaut ist muskulös und am Rand verstärkt, sie kann entsprechend angespannt und erschlafft werden, um die Richtung des Gleitflugs zu kontrollieren.

## Verbreitung

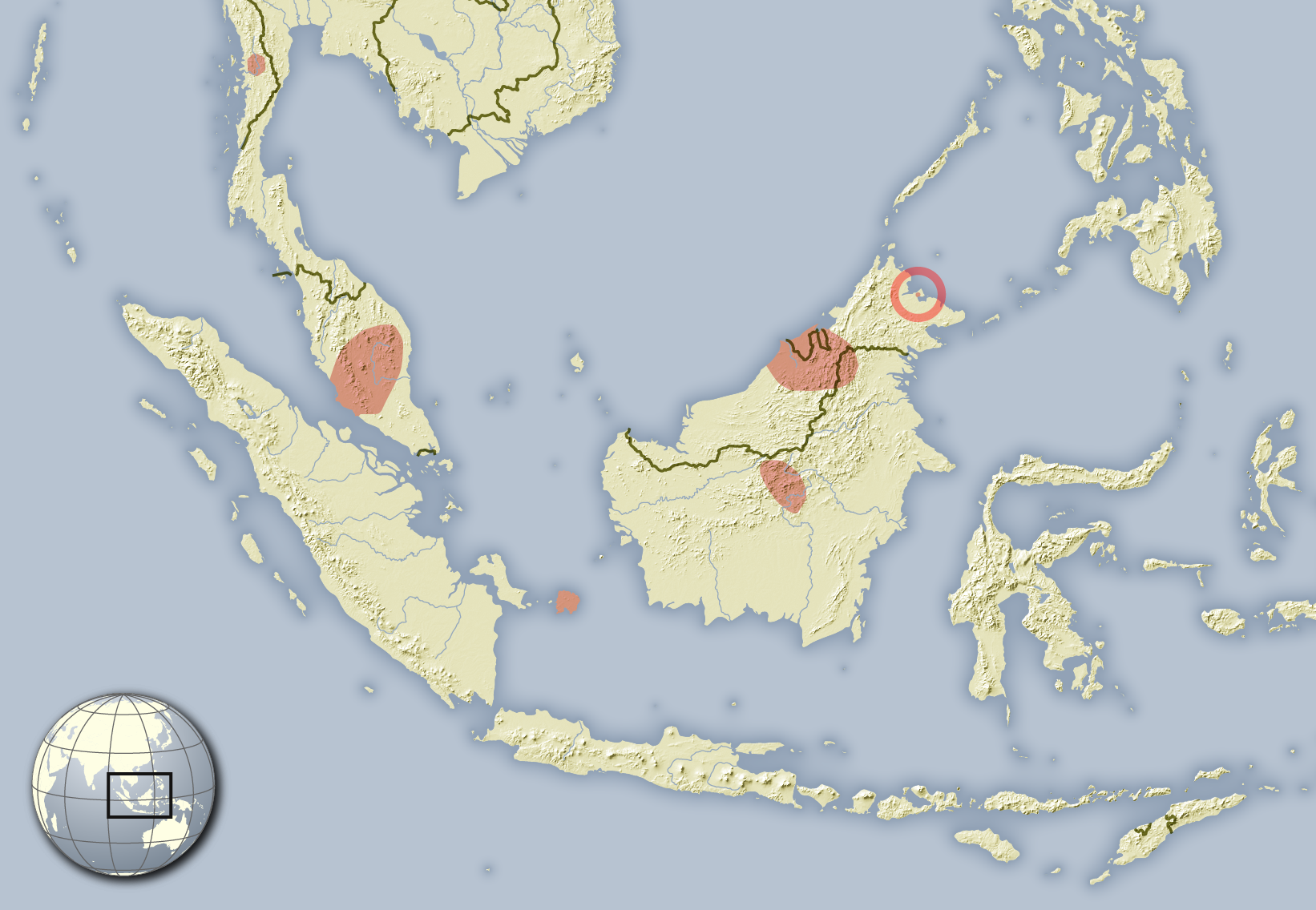
Verbreitungsgebiete des Vordermann-Gleithörnchens

Das Vordermann-Gleithörnchen lebt in isolierten Bereichen des südostasiatischen Festlands im südlichen Myanmar und vielleicht auch in Thailand nördlich des Isthmus von Kra sowie auf der Halbinsel Malaysia und auf den Inseln Sumatra, Indonesien, und im Norden und Zentrum der Insel Borneo mit den malaysischen Bundesstaaten Sarawak und Sabah, dem indonesischen Teil (Kalimantan) und dem Sultanat Brunei. Ein größeres Verbreitungsgebiet ist möglich, da die Art aufgrund ihrer Größe und versteckten Lebensweise in den Bäumen in Erfassungen häufig übersehen wird.

## Lebensweise
Das Vordermann-Gleithörnchen lebt vor allem im tropischen Primärwald, ist jedoch auch aus Kautschukplantagen und Sumpfwäldern bekannt. Über die Lebensweise des Gleithörnchens liegen nur wenige Daten und Beobachtungen vor. Es entspricht in seiner Lebensweise wahrscheinlich anderen Gleithörnchen und ist strikt baumlebend, weitestgehend nachtaktiv und ernährt sich von Pflanzen.

## Systematik
Das Vordermann-Gleithörnchen wird als eigenständige Art innerhalb der Gattung der Zwerggleithörnchen (Petinomys) eingeordnet, die insgesamt neun Arten enthält. Die wissenschaftliche Erstbeschreibung stammt von Fredericus Anna Jentink aus dem Jahr 1890 anhand eines Individuums von der Insel Belitung, Indonesien. Malcolm McKenna hat die Einordnung der Art in eine eigene, dann monotypische, Gattung vorgeschlagen.
Innerhalb der Art werden keine Unterarten unterschieden.

## Bestand, Gefährdung und Schutz
Das Vordermann-Gleithörnchen wird von der International Union for Conservation of Nature and Natural Resources (IUCN) als gefährdet („vulnerable“) gelistet. Begründet wird dieser Status mit dem deutlichen Rückgang der Bestände in der Vergangenheit und absehbaren Zukunft, die größer als 30 % des Bestandes sind. Dieser wird auf den Lebensraumverlust durch die Umwandlung von Wäldern in landwirtschaftliche Flächen sowie der Holzeinschlag im größten Teil seines Verbreitungsgebietes zurückgeführt.

## Belege
1. 1 2 3 4 5 6  
Richard W. Thorington Jr., John L. Koprowski, Michael A. Steele: Squirrels of the World. Johns Hopkins University Press, Baltimore MD 2012; S. 127–128. ISBN 978-1-4214-0469-1
2. 1 2 3 4  
Petinomys vordermanni in der Roten Liste gefährdeter Arten der IUCN 2014.1. Eingestellt von: C. Francis, M. Gumal, 2008. Abgerufen am 21. Juni 2014.
3. 1 2 3  
Don E. Wilson & DeeAnn M. Reeder (Hrsg.): Petinomys vordermanni in Mammal Species of the World. A Taxonomic and Geographic Reference (3rd ed).
4. ↑  
Malcolm C. McKenna: Eupetaurus and the living petauristine sciurids. American Museum novitates, 1962, Nr. 2104.